# Niri kagan
Niri kagan (kitajsko 泥利可汗, pinjin Ní lì kè hán, sogdijsko nry x’γ’n ruanruansko nı̣rı̣ kagan) je bil vladar Zahodnega turškega kaganata, * ni znano, † 599 ali 604.

## Vladanje
Po Baumerju je vladal od leta 579 do približno 602/603. Baumer ugotavlja, da je bolje dokumentiran Tardu kagan, vladar Prvega turškega kaganata,  vladal od leta 575 do 603. Po de La Vaisserju je bil Niri kagan neimenovani turški vladar, ki si je dopisoval z bizantinskim  cesarjem Mavricijem.

## Družina
Niri je bil vnuk Mukan kagana. Nirijeva žena, gospa Xiang (向氏), se je po njegovi smrti poročila z njegovim bratom Poši Teginom (婆實特勤) in se proti koncu kajuanskega obdobja podredila dinastiji Tang. Natančen datum Nirijeve smrti je težko ugotoviti. Po Chavannesu je umrl leta 603 v bitki med uporom proti njemu. Osawa na drugi strani trdi, da je mrl leta 599. Nasledil ga je sin Hešana kagan.

## Zapuščina
Njegov spominski kompleks in kip je leta 2003 v Šindžijangu odkril Osava Takaši. Kagan je ustanovil budistični tempelj v Romitanu.